# Estació de Duque de Pastrana
Duque de Pastrana és una estació de Metro de Madrid que serveix la línia 9. Va ser inaugurada el 3 de juny de 1983.
| Metro de Madrid        |                   |       |         |                                   |
| Procedència/Destinació | <                 | Línia | >       | Procedència/Destinació            |
| Paco de Lucía          | Plaza de Castilla |       | Pío XII | Puerta de Arganda Arganda del Rey |